# Marmilla
La Marmilla è una subregione geografica della Sardegna, posta nella zona centro-meridionale della regione. È delimitata a ovest e a sud dal Campidano, a nord-ovest dal monte Arci, a nord dalla Giara di Gesturi e dalla Giara di Serri, a est dal Flumini Mannu.

## Geografia fisica
Il territorio della Marmilla risale al miocene e quindi può essere considerato geologicamente recente rispetto al resto della Sardegna. Il paesaggio è prevalentemente collinare e comprende la Giara di Gesturi, la Giara di Siddi, la Giara di Serri, l'altopiano di Genoni ed il bacino del Rio Mannu d'Isili.
Le attività principali della zona sono l'agricoltura e il turismo. Le coltivazioni sono prevalentemente di cereali, ma è diffusa anche la coltivazione delle fave.

## Origini del nome
Il nome "Marmilla" proviene dalle vaste colline tondeggianti, somiglianti verosimilmente a mammelle (vedi castello di Marmilla a Las Plassas). Altra ipotesi è quella secondo la quale vista la presenza di molte paludi nella zona, il paesaggio poteva apparire punteggiato da "mille mari".

## Storia
La regione della Marmilla è stata abitata fino dai tempi più antichi come testimoniano i numerosi monumenti di età nuragica presenti nella zona.
Del periodo cartaginese resta la fortezza di Santu Antine a Genoni, mentre in età romana rivestirono una certa importanza i centri di Biora (l'attuale Serri) e Valentia (l'attuale Nuragus).
Nel periodo giudicale la regione appartenne al Regno di Arborea (curatorie di Marmilla e di Part'e Alenza) e al Giudicato di Cagliari (curatoria di Siurgus).

## Monumenti e luoghi di interesse

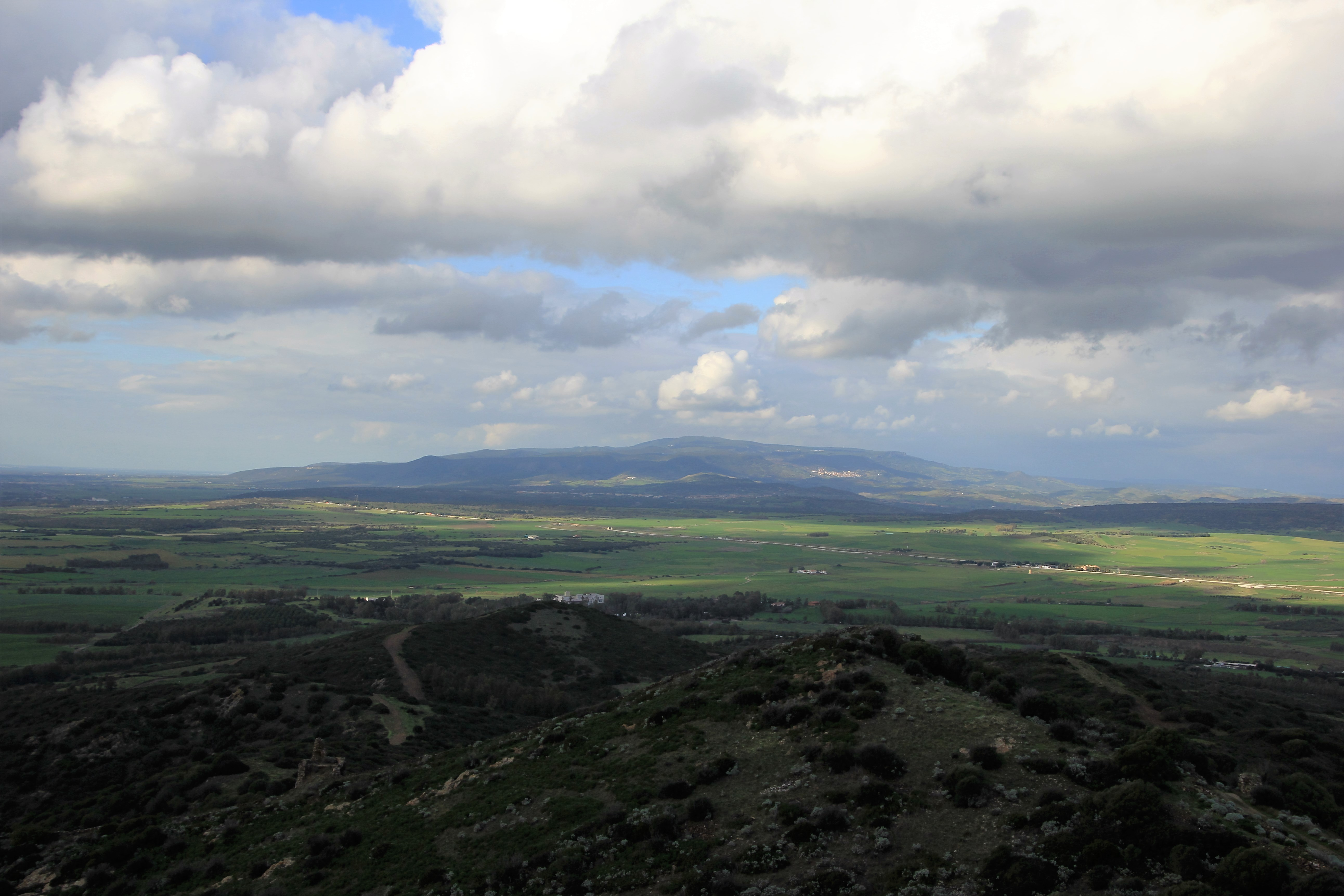
Vista dal castello di Monreale

Il turismo nella Marmilla può fare leva su vari fattori che vanno dai beni ambientali, ai numerosi centri nuragici della zona, alle operare architettoniche.
Si segnalano in particolare:
- Beni ambientali:
  - Giara di Gesturi
  - Parco naturale Monte Arci
- Centri nuragici:
  - Villaggio nuragico di Su Nuraxi a Barumini,
  - Nuraghe Cuccurada a Mogoro,
  - Area Archeologica Nuraghe Sa Fogaia a Siddi
  - Tomba dei Giganti "Sa Domu e s'Orcu" a Siddi
  - Complesso di Genna Maria a Villanovaforru,
  - Fortezza di Su Mulinu a Villanovafranca,
  - Santuario nuragico di Santa Vittoria a Serri.

Opere Architettoniche
- Chiese romaniche di San Michele Arcangelo a Siddi, San Pietro a Villamar e San Giovanni Battista a Barumini
- Chiese parrocchiali gotiche di San Vito di Gergei, Santa Barbara a Genoni e Beata Vergine Immacolata a Barumini,
- Castello giudicale di Las Plassas,
- Casa cinquecentesca Zapata di Barumini
- Portali delle dimore storiche di Simala
- Chiesa con tratti romanici San Biagio (Santu Brai) di Furtei

## Cultura

### Musei
- Museo "Sa Corona Arrubia" a Lunamatrona
- Museo Ornitologico a Siddi
- Museo dell'ossidiana a Pau
- Geomuseo Monte Arci a Masullas
- Geomuseo Pitza Stramoscias
- Museo " I Cavalieri delle Colline" a Masullas
- Museo "Turcus e Morus" a Gonnostramatza
- Museo MudA a Las Plassas
- MAG - Museo Naturalistico Arci Grighine a Usellus

## Comuni
| Stemma | Comune                                             | Popolazione (ab) | Densità (ab/km²) | Superficie (km²) | Altitudine (m s.l.m) |
| ------ | -------------------------------------------------- | ---------------- | ---------------- | ---------------- | -------------------- |
|        | Albagiara (Ollasta in sardo)                       | 263              | 29,65            | 8,87             | 215                  |
|        | Ales (Abas in sardo)                               | 1 416            | 63,07            | 22,45            | 194                  |
|        | Assolo (Assòu in sardo)                            | 382              | 23,34            | 16,37            | 255                  |
|        | Asuni (Asùni in sardo)                             | 344              | 16,12            | 21,34            | 233                  |
|        | Baradili (Bobadri in sardo)                        | 83               | 14,9             | 5,57             | 165                  |
|        | Baressa (Aressa in sardo)                          | 644              | 51,48            | 12,51            | 165                  |
|        | Barumini                                           | 1 127            | 42,69            | 26,4             | 202                  |
|        | Collinas (Forru in sardo)                          | 841              | 40,37            | 20,83            | 249                  |
|        | Curcuris (Crucuris in sardo)                       | 303              | 42,2             | 7,18             | 159                  |
|        | Furtei (Futei in sardo)                            | 1 636            | 62,66            | 26,11            | 90                   |
|        | Genuri (Jauni in sardo)                            | 322              | 42,82            | 7,52             | 243                  |
|        | Gesturi                                            | 1 233            | 26,33            | 46,83            | 310                  |
|        | Gonnoscodina (Gonnagodina in sardo)                | 471              | 53,4             | 8,82             | 112                  |
|        | Gonnosnò (Gonnonnò in sardo)                       | 734              | 47,48            | 15,46            | 220                  |
|        | Gonnostramatza (Gonnotramatza in sardo)            | 866              | 50,23            | 17,64            | 104                  |
|        | Las Plassas (Is Pratzas in sardo)                  | 264              | 22,28            | 11,04            | 148                  |
|        | Lunamatrona                                        | 1 708            | 82,95            | 20,59            | 169                  |
|        | Masullas (Masùddas in sardo)                       | 1 078            | 57,71            | 18,68            | 129                  |
|        | Mogoro (Mogùru in sardo)                           | 4 275            | 87,26            | 48,99            | 136                  |
|        | Mogorella (Mogoredda in sardo)                     | 444              | 26,03            | 17,06            | 265                  |
|        | Morgongiori (Mragaxòri in sardo)                   | 720              | 15,93            | 45,2             | 351                  |
|        | Nureci                                             | 360              | 27,97            | 12,87            | 335                  |
|        | Pau                                                | 316              | 22,87            | 13,82            | 315                  |
|        | Pauli Arbarei                                      | 608              | 40,16            | 15,14            | 140                  |
|        | Pompu                                              | 282              | 53,01            | 5,32             | 147                  |
|        | Ruinas (Arruìnas in sardo)                         | 623              | 20,45            | 30,46            | 359                  |
|        | Segariu                                            | 1 207            | 72,32            | 16,69            | 129                  |
|        | Senis                                              | 450              | 28,02            | 16,06            | 256                  |
|        | Setzu                                              | 150              | 19,31            | 7,77             | 206                  |
|        | Siddi                                              | 650              | 58,98            | 11,02            | 184                  |
|        | Simala (Simaba in sardo)                           | 355              | 26,76            | 13,38            | 155                  |
|        | Sini                                               | 496              | 56,69            | 8,75             | 255                  |
|        | Siris                                              | 220              | 36,67            | 6                | 161                  |
|        | Tuili                                              | 1 029            | 41,85            | 24,59            | 208                  |
|        | Turri                                              | 419              | 43,65            | 9,6              | 164                  |
|        | Usellus                                            | 773              | 22,4             | 35,7             | 289                  |
|        | Ussaramanna (Soramanna in sardo)                   | 545              | 55,84            | 9,76             | 157                  |
|        | Villa Sant'Antonio (Sant'Antoni Arruinas in sardo) | 352              | 18,48            | 19,05            | 249                  |
|        | Villa Verde (Bàini in sardo)                       | 319              | 18,07            | 17,65            | 204                  |
|        | Villamar (Mara Arbarei in sardo)                   | 2 759            | 71,61            | 38,53            | 108                  |
|        | Villanovaforru (Biddanòa de Forru in sardo)        | 626              | 57,27            | 10,93            | 324                  |
|        | Villanovafranca (Biddanòa Franca in sardo)         | 1 373            | 49,76            | 27,59            | 292                  |